# Giovanni Battista Casella "de Monora"
Giovanni Battista Casella de Monora (Carona ?, 1620 circa – Carona, 1679) è stato uno scultore e stuccatore svizzero-italiano.

## Biografia
Figlio di Ercole, si formò come lapicida nella bottega del padre. A Milano, fra il 1643 e il 1652, realizzò due erme sul portale d'ingresso del Seminario Maggiore del corso di Porta Orientale, raffiguranti simbolicamente l'uno la Pietà, l'altro la Sapienza.
A Torino nel 1649 nella chiesa di San Carlo Borromeo eseguì gli altari della Madonna della Pace e di San Nicola da Tolentino, nel 1660 invece realizzò, insieme a Mattia Solari, la balaustra di Palazzo Reale. Nel 1663 ottenne insieme ai soci Carlo Alessandro Aprile e Mattia Solari l'esclusiva dei marmi grigi e neri nella cava di Frabosa Soprana, che utilizzerà nella Cappella della Sacra Sindone, sotto la direzione di Bernardino Quadri di Serocca d'Agno.
Sempre sotto la direzione di Bernardino Quadri, in collaborazione con altri artisti ticinesi e viggiutesi, realizzò fra il 1663 e il 1664 le statue per il rondeau della fontana del Bastion Verde, in Palazzo Ducale. Nel 1665 risultava invece attivo col figlio Antonio sia nei cantieri della Cappella della Sindone, in cui collaborò per la realizzazione del monumento funebre con quindici statue di Francesca Maddalena d'Orléans, sia nei giardini della Reggia della Venaria Reale (dove lavorò eseguendo statue fino al 1672). Qui, nel 1667, insieme allo scultore Giuseppe Pagani, eseguì le statue per il Teatro, la Fontana d'Ercole e il Tempio di Diana, in seguito smantellate con i successivi interventi di Michelangelo Garove, nel 1693. Queste, fra il 1750 e il 1751, sarebbero infatti finite nella facciate del castello di Govone: suoi sono infatti i telamoni del primo piano della facciata meridionale e i due cani più volte restaurati posti sulla balaustrata, in cima allo scalone di accesso. Altri due cani, sempre provenienti dai depositi della Venaria, sono collocati nel Padiglione dei Solinghi e nel terrazzo opposto alla Villa della Regina.
Ebbe inoltre quattro figli (Antonio, 1642; Secondo, 1646, Giovanni Battista, 1660; Giuseppe, 1662), dei quali si avvalse come collaboratori essendo tutti e quattro stuccatori e scultori. Insieme a loro e allo scultore Carlo Buzzi di Viggiù si occupò inoltre della cospicue impresa di ornamento e decorazioni della chiesa di Sant'Agostino a Torino, progettata da Amedeo di Castellamonte; sua è infatti la statua dell'Immacolata collocata sul primo altare. Dopo il 1670 risultava invece impegnato anche nei lavori di Palazzo Madama.